# Tomoki Hayakawa
Tomoki Hayakawa (japanisch 早川 友基 Hayakawa Tomoki; * 3. März 1999) ist ein japanischer Fußballspieler.

## Karriere
Tomoki Hayakawa erlernte das Fußballspielen in der Jugendmannschaft der Yokohama F. Marinos, in der Schulmannschaft der Toin Gakuen High School, sowie in der Universitätsmannschaft der Meiji-Universität. Seinen ersten Vertrag unterschrieb er am 1. Februar 2021 bei den Kashima Antlers. Der Verein aus Kashima, einer Stadt in der Präfektur Ibaraki, spielte in der ersten Liga, der J1 League. 2021 kam er in der ersten Liga nicht zum Einsatz. Sein Erstligadebüt gab Tomoki Hayakawa am 16. September 2022 (30. Spieltag) im Auswärtsspiel gegen Sagan Tosu. Bei dem 1:1-Unentschieden stand er die komplette Spielzeit zwischen den Pfosten. In seiner ersten Saison kam er auf fünf Erstligaspiele.